# تالاب ویستولا
تالاب ویستولا (انگلیسی: Vistula Lagoon) یک تالاب در استان کالینینگراد کشور روسیه در مرز با کشور لهستان است.